# Guy de Gisbourne

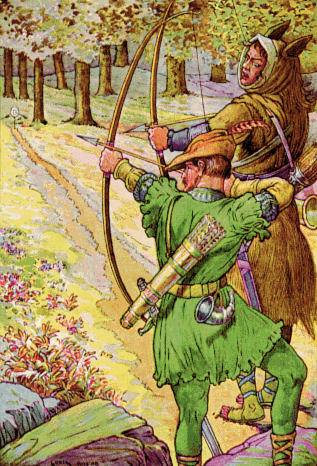
Robin Shoots with Sir Guy de Louis Rhead.
Ilustración de Bold Robin Hood and His Outlaw Band: Their Famous Exploits in Sherwood Forest, 1912.

Sir Guy de Gisborne (también escrito Gisburne, Gisborne, Gysborne, o Gisborn) es un personaje ficticio de las leyendas de Robin Hood. Aparece por primera vez en la balada Robin Hood and Guy of Gisborne, parte de las Child Ballads, donde él es un asesino a sueldo que intenta matar a Robin Hood, pero es asesinado por este último. En representaciones posteriores, se ha convertido en el rival de Robin por el amor de Lady Marian.

## Historia
Aparece en la balada de Robin Hood and Guy of Gisborne, que aunque data de 1650, pareciese ser anterior, juzgando por las similitudes con la obra realizada en 1478.
Un pequeño fragmento de esta último se encuentra conservada en el Trinity College de la Universidad de Cambridge.

## Personaje
La historia del personaje dentro de la balada consta de un encuentro con Robin Hood y Little John en el bosque. Mientras Robin cuenta a John un extraño sueño que ha tenido la noche anterior, donde dos hombres lo atacaban, ven a un extraño apoyado en un árbol. John se ofrece a ir primero para ir a ver quién es, pero Robin se niega, y le dice a John que espere. Mientras Robin se acerca al desconocido, que resulta ser Guy de Gisbourne, John es capturado por el Sheriff de Nottingham y atado a un árbol, con la intención de ser ahorcado.
La indumentaria de Gisbourne consta de una espada y una daga a su lado, con una túnica de cuero de caballo; y ha sido contratado para asesinar a Robin. Realizan una breve competencia de tiro, y Robin le gana con facilidad. Este se identifica a sí mismo como Robin Hood de Barnsdale, y comienzan a luchar. Luego de que Robin tropiece, Gisbourne le apuñala, pero (luego de una breve oración a la Virgen María), Robin lo mata con su espada. Se coloca la túnica de piel de caballo de Gisbourne, corta su cabeza y la introduce en la punta de su arco por la cara, desfigurando el rostro de este. Luego de soplar el cuerno del muerto, para señalar la victoria al sheriff, Robin se dirige a rescatar a Little John. Convence al sheriff de que le dé permiso para asesinar a John, pero en cambio le corta la soga con un "cuchillo irlandés". Finalmente John toma su arco y asesina al sheriff de un disparo en el corazón.

## En la cultura popular
Aunque ha aparecido en varias variantes de las leyendas sobre Robin Hood, especialmente durante los siglos XIX y XX, constantemente se lo presenta como un villano. Además, una caracterización típica lo involucra en un triángulo amoroso junto a Robin y Marian, sobre todo en obras teatrales desde el siglo XIX.